# ملا
مُلّا واژه ای مشتق از ریشه «املال» یا «املاء» به معنی دیکته گوینده است و به معلم‌های مکتب‌خانه گفته می‌شده. از آنجا که سواد آموزی و تحصیل علوم دینی در این مکتب‌خانه‌ها توأمان بوده‌اند، این عنوان همچنین به فردی (مرد یا زن) که در امور مذهبیِ اسلام و قوانین شریعت تحصیل کرده نیز گفته می‌شده‌است. امروزه با برچیده شدن مکاتب سنتی، واژه مُلّا تنها به افراد تحصیل کرده در امور مذهبی گفته می‌شود. همچنین گفته شده این واژه از کلمهٔ عربی «مَوْلیٰ» که به «ملا» تغییر یافته و به معنی ارباب و هدایت‌گر است، گرفته شده‌است. در کشورهایی با جمعیت مذهبیِ زیاد، مثل ایران و افغانستان و تاجیکستان، «ملا» به مسئولان امور مذهبی در مساجد گفته می‌شود.